# Seahpo Peak
Der Seahpo Peak ist ein untergeordneter Gipfel des Mount Shuksan im Whatcom County im US-Bundesstaat Washington. Er liegt etwa 2 mi (3,2 km) östlich des Hauptgipfels und ist 7.441 ft (2.268 m) hoch. Er liegt im North Cascades National Park und ist damit Teil der Nördlichen Kaskadenkette.
Die Verbindung zum Hauptgipfel stellt die zerklüftete 7.000 ft (2.134 m) hohe Jagged Ridge her; der Seahpo Peak steht nördlich am Oberlauf eines Quellflusses des Sulphide Creek, eines Zuflusses des Baker River. Mehrere Wasserfälle stürzen an seinen Flanken herab, darunter die Seahpo Peak Falls und die Cloudcap Falls. (Der Seahpo Peak wird manchmal Cloudcap Peak genannt.) Der Berg liegt außerdem an der Südseite des Nooksack Cirque, welcher das Quellgebiet des Nooksack River bildet. Es wird im Norden vom East-Nooksack-Gletscher und im Süden von einigen kleineren unbenannten Gletschern begrenzt. Der Seahpo Peak ist durch einen weiteren unbenannten Grat mit dem Icy Peak verbunden.
Der Berg erhielt seinen Namen vom französischen Wort chapeau für „Hut“.